# Comanthera caespitosa
Comanthera caespitosa är en gräsväxtart som först beskrevs av Johan Emanuel Wikström, och fick sitt nu gällande namn av L.R.Parra och Ana Maria Giulietti. Comanthera caespitosa ingår i släktet Comanthera, och familjen Eriocaulaceae. Inga underarter finns listade i Catalogue of Life.